# Iliamna Lake
Der Iliamna Lake (auch Lake Iliamna) ist ein See im Südwesten des US-Bundesstaates Alaska an der Basis der Alaska-Halbinsel.
Der Iliamna Lake ist mit einer Fläche von 2.622 km² der größte See in Alaska und einer der größten Nordamerikas. Der See ist 124 km lang und bis zu 35 km breit. Der Abfluss ist der Kvichak River. Die Dörfer Iliamna, Newhalen, Igiugig, Kokhanok und Pedro Bay liegen am Ufer des Iliamna-Sees.
Der See ist oligotroph (nährstoffarm) und von Dezember bis Mai eisbedeckt. Das östliche Ende des Iliamna Lake ist bis zu 301 m tief, hat aber zahlreiche kleine Inseln, während das Westende breit und seichter ist und nur wenige Inseln hat. Im Gegensatz zum benachbarten Lake Clark ist das Wasser des Iliamna Lake klar.
Der Name des Sees ist wahrscheinlich von athabaskischer Herkunft. Alle Wörter mit der Endsilbe „na“ haben einen Bezug zu Wasser. Wahrscheinlich besteht ein Bezug zur Größe des Sees, aber die genaue Herkunft ist unklar.

## Ungeheuer vom Iliamna Lake
Das Ungeheuer vom Iliamna Lake ist eine moderne Sage. Das „Iliamna Lake Monster“, von Einheimischen auch als „Illie“ bezeichnet, ist ein Kryptid, der Erzählungen zufolge im Iliamna Lake auftaucht.
Es ist die Rede von Sichtungen bis hin zu Angriffen auf Menschen. Das Tier soll drei bis neun Meter (10 bis 30 Fuß) lang sein und einen kantigen Kopf besitzen, mit dem es auch schon Boote angegriffen haben soll. Ein Beweis für die physische Existenz dieses Tieres wurde bislang noch nicht erbracht.

### Geschichte
Geschichten über das Iliamna Lake Monster begründen sich auf Sagen der Aleuten, die sich vom Fischfang im See ernähren. In Berichten von Beobachtungsflügen in den 1940er Jahren ist von großen Fischen die Rede, deren Schatten beim Überfliegen gesehen worden sein sollen. In den 1950er Jahren soll ein großer, aluminiumfarbener Fisch beobachtet worden sein, dessen Aussehen mit den Erzählungen der Ureinwohner übereinstimmt. 1979 bot die Zeitung Anchorage Daily News 100.000 US-Dollar für denjenigen, der einen Beweis für die Existenz des Iliamna Lake Monsters liefert.
Der Discovery Channel finanzierte im Jahr 2011 eine weitere Jagd auf das unbekannte Tier.

### Theorien
Der Biologe und Abenteuerfilmer Jeremy Wade vermutet, dass es sich bei den Sichtungen um einen besonders großen Weißen Stör handele, einen Meeresfisch, der zum Laichen gelegentlich Flüsse hinauf schwimmt. Gemäß der Pacific States Marine Fisheries Commission kann ein Weißer Stör in Ausnahmefällen bis zu sechs Meter lang und über 100 Jahre alt werden. Er ist ein Fisch, der sich bodennah aufhält, was erklären würde, warum es nur wenige Sichtungen gibt. Bislang wurden jedoch keine Weißen Störe im Lake Iliamna gefangen.